# Tomîlivka, Bila Țerkva
Tomîlivka (în ucraineană Томилівка) este o comună în raionul Bila Țerkva, regiunea Kiev, Ucraina, formată numai din satul de reședință.

## Demografie
Componența lingvistică a comunei Tomîlivka
     Ucraineană (97,68%)
     Rusă (2,14%)
     Alte limbi (0,09%)
Conform recensământului din 2001, majoritatea populației comunei Tomîlivka era vorbitoare de ucraineană (97,68%), existând în minoritate și vorbitori de rusă (2,14%).